# Emmanuel Ducreux
Emmanuel Ducreux   (París, 1765 - 1812) fou un flautista i compositor francès del Classicisme. El seu pare el volia dedicar a la pintura, fent els primers estudis d'aquesta art, però l'abandonà ben aviat per la música, destacant en la flauta i el baixó i distingint-se com a compositor. Va escriure dues simfonies concertants per s dues flautes principals (parís, 1795);
sis duos per a flautes; duos per a flauta i baixó; aires diversos per a flauta sola; Folies d'Espagne, per a baixó, etcètera.